# Bulletin de l'Institut français d'archéologie orientale
El Bulletin de l'Institut français d'archéologie orientale (Boletín del Instituto Francés de arqueología oriental) o BIFAO, es una revista científica cuyos artículos se centran en el estudio de la egiptología .
Con una periodicidad anual, es una de las revistas egiptológicas más conocidas. Comenzó a publicarse en 1901 en El Cairo por el Instituto Francés de Arqueología Oriental.
Los artículos están escritos principalmente en francés, pero también son publicados textos escritos en otros idiomas (principalmente inglés y alemán).
El sitio web oficial del instituto proporciona un índice en línea de los artículos del boletín. Para los volúmenes 1 (1901) al 109 (2009), el título de cada artículo incluye un enlace a un PDF del archivo del artículo.
Las portadas de la revista presentan una imagen diferente cada número.